# Ланджар
Ланджар (вірм. Լանջառ) — село в марзі Арарат, у центрі Вірменії. Село розташоване за 32 км на схід від міста Арарат, за 3 км на південь від села Лусашох, за 3 км на захід від села Урцаландж та за 7 км на північний схід від села Тігранашен.